# Prix France Culture-Télérama
Le prix France Culture-Télérama est un prix littéraire français annuel, créé en 2006 de l'association de la station radiophonique France Culture et du magazine de presse Télérama afin d'honorer un des livres parus au début de l'année civile. Il fait suite au prix France Culture créé en 1979.
Il se démarque ainsi des prix décernés à des œuvres parues lors de la rentrée de septembre comme le prix Goncourt ou le prix Femina. Ce prix annuel récompense une œuvre de fiction écrite en langue française et publiée en janvier ou février. Il est doté d’une somme de 5 000 euros et est remis au Salon du livre de Paris par le président du jury[réf. nécessaire].
En 2014, il devient prix du Roman des étudiants France Culture-Télérama, et le jury est entièrement composé d'étudiants, recrutés sur candidatures ; 300 sont sélectionnés, étudiant en France, de moins de 30 ans, et doivent choisir parmi les dix romans en lice, choisis par un pré-jury en janvier 2014. Les dix auteurs des romans entament ensuite une tournée dans des librairies françaises, afin de rencontrer les jurés-étudiants. Ces derniers votent début mars, et le lauréat est révélé mi-mars.
Depuis 2018, seuls cinq romans sont sélectionnés.

## Liste des lauréats

### Prix France Culture
- 1979-2005 : voir le prix France Culture

### Prix France Culture-Télérama
- 2006 : Entre les murs de François Bégaudeau

les autres romans sélectionnés : Georges Bonnet, Les yeux des chiens ont toujours soif – Christian Garcin, J'ai grandi – Hubert Lucot, Le Centre de la France – Alain Nadaud, Le Vacillement du monde – Jean-Noël Pancrazi, Les Dollars des sables – Sylvie Robic, Les Doigts écorchés – Alexis Salatko, Horowitz et mon père – Brina Svit, Un cœur de trop – Antoine Volodine, Nos animaux préférés
- 2007 : Microfictions de Régis Jauffret

les autres romans sélectionnés : Frédéric Brun, Perla – Emmanuel Carrère, Un roman russe – Arnaud Cathrine, La Disparition de Richard Taylor – Catherine Lépront, Esther Mésopotamie – Dominique Mainard, Je voudrais tant que tu te souviennes – Céline Minard, Le Dernier Monde – Marie NDiaye, Mon cœur à l'étroit – Emmanuelle Pagano, Les Adolescents troglodytes – Arnaud Rykner, Nur 
- 2008 : Et mon cœur transparent de Véronique Ovaldé

les autres romans sélectionnés : Henry Bauchau, Le Boulevard périphérique – Annie Ernaux, Les Années – Gilbert Gatore, Le Passé devant soi – Luc Lang, Cruels, 13 – Yves Pagès, Le Soi-disant – Jacques Roubaud, Parc sauvage – Frédéric Roux, L'Hiver indien – Boualem Sansal, Le Village de l'Allemand – Martine Sonnet, Atelier 62 
- 2009 : Les Éclaireurs d'Antoine Bello

les autres romans sélectionnés : Éric Faye, Nous aurons toujours Paris – Jérôme Ferrari, Un dieu un animal – Sybille Grimbert, Toute une affaire –  Mathieu Lindon, En enfance – Lorette Nobécourt, L'Usure des jours – Oliver Rohe, Un peuple en petit –  Jean Rolin, Un chien mort après lui – Philippe Vasset, Journal intime d'un marchand de canons – Tanguy Viel, Paris-Brest 
- 2010 : La Centrale d'Élisabeth Filhol

les autres romans sélectionnés : Soazig Aaron, La Sentinelle tranquille sous la lune – René Belletto, Hors la loi – Marie Billetdoux, C'est encore moi qui vous écris – Arnaud Cathrine, Le Journal intime de Benjamin Lorca – Maryline Desbiolles, La Scène – Luc Lang, Esprit chien – Céline Minard, Olimpia – Christophe Pradeau, La Grande Sauvagerie – Pierre Senges, Études de silhouettes 
- 2011 : Tu verras de Nicolas Fargues

les autres romans sélectionnés : Mathieu Lindon, Ce qu'aimer veut dire – Jean-Pierre Martin, Les Liaisons ferroviaires – Bertrand de La Peine, Bande-son – Eugène Nicole, L'Œuvre des mers – Éric Chevillard, Dino Egger – Jean-Marie Chevrier, Une lointaine Arcadie – Hubert Mingarelli, La Lettre de Buenos Aires – Marvin Victor, Corps mêlés – Christian Garcin, Des femmes disparaissent 
- 2012 : Le Dernier Contingent d'Alain-Julien Rudefoucauld, éditions Tristam

les autres romans sélectionnés : Cécile Coulon, Le roi n'a pas sommeil – Catherine Lépront, L'Anglaise – Kéthévane Davrichewy, Les Séparées – Jean-Baptiste Gendarme, Un éclat minuscule – Dominique Fabre, Il faudrait s'arracher le cœur – Ivan Jablonka, Histoire des grands-parents que je n'ai pas eus – Nathalie Kuperman, Les Raisons de mon crime – Nathalie Léger, Supplément à la vie de Barbara Loden – Pierre Patrolin, La Traversée de la France à la nage
- 2013 : Alias Ali de Frédéric Roux, éditions Fayard

les autres romans sélectionnés : Julie Wolkenstein, Adèle et moi – Yves Ravey, Un notaire peu ordinaire – Kettly Mars, Aux frontières de la soif – Philippe de la Genardière, Roma/Roman – Christian Garcin, Les Nuits de Vladivostok – Philippe Forest, Le Chat de Schrödinger – Frédéric Ciriez, Mélo – Michèle Audin, Une vie brève – Philippe Artières, Vie et Mort de Paul Geny 

### Le roman des étudiants France Culture-Télérama
- 2014 : Réparer les vivants de Maylis de Kerangal[8], éd. Verticales

Les autres romans sélectionnés : Yannick Haenel, Les Renards pâles – Céline Minard, Faillir être flingué – Frédéric Verger, Arden – Jean-Philippe Toussaint, Nue – Philippe Vasset, La Conjuration – Édouard Louis, En finir avec Eddy Bellegueule – Lola Lafon, La Petite Communiste qui ne souriait jamais – Celia Levi, Dix yuans un kilo de concombres – Jacques A. Bertrand, Comment j'ai mangé mon estomac
- 2015 : L'Amour et les Forêts d’Éric Reinhardt[9], éditions Gallimard

Les autres romans sélectionnés : Christine Montalbetti, Plus rien que les vagues et le vent – Fiston Mwanza Mujila, Tram 83 – Olivier Rolin, Le Météorologue – Éric Vuillard, Tristesse de la terre – François-Henri Désérable, Évariste – Virginie Despentes, Vernon Subutex, 1 – Lionel Duroy, Échapper – Justine Lévy, La Gaieté – Jean Rolin, Les Événements
- mars 2016 : En attendant Bojangles d'Olivier Bourdeaut[11], éditions Finitude

Les autres romans sélectionnés : Patrick Lapeyre, La Splendeur dans l'herbe – Mathieu Riboulet, Entre les deux il n'y a rien – Christophe Boltanski, La Cache – Jean-Yves Jouannais, La Bibliothèque de Hans Reiter – Delphine de Vigan, D'après une histoire vraie – Camille Laurens, Celle que vous croyez – Jean Echenoz, Envoyée spéciale – Nathalie Azoulai, Titus n'aimait pas Bérénice – Christine Angot, Un amour impossible
Le prix du roman des étudiants France Culture–Télérama a changé de calendrier fin 2016, afin de se concentrer sur les romans de la rentrée littéraire d'automne. Pour la quatrième édition, le jury du concours était composé de 500 étudiants entre 18 et 30 ans sélectionnés dans vingt-quatre villes de France, avec le soutien de trente librairies indépendantes.
- décembre 2016 : Petit pays de Gaël Faye, éditions Grasset

Les autres romans sélectionnés : L'Autre qu'on adorait de Catherine Cusset – La Succession de Jean-Paul Dubois – Continuer de Laurent Mauvignier et 14 Juillet d'Éric Vuillard
- 2017 : Point cardinal de Léonor de Récondo[14], éd. Sabine Wespieser

Les autres romans sélectionnés :  Un certain Mr Piekielny, de François-Henri Désérable (Gallimard) - Mercy, Mary, Patty, de Lola Lafon (Actes Sud) - Summer, de Monica Sabolo (éd. Lattès) - Souvenirs de la marée basse, de Chantal Thomas (éd. Seuil)
- 2018 : Ça raconte Sarah de Pauline Delabroy-Allard[16], éd. de Minuit

Les autres romans sélectionnés :Nathalie Léger, La Robe blanche (POL) - Emmanuelle Bayamack-Tam, Arcadie (POL) - Yves Bichet, Trois enfants du tumulte (Mercure de France)
- 2019 : La Maison d'Emma Becker[17], éd. Flammarion

Les autres romans sélectionnés : Marie Darrieussecq, La Mer à l’envers (éd. P.O.L) - Jean-Paul Dubois, Tous les hommes n’habitent pas le monde de la même façon (éd. de l’Olivier) - Sylvain Prudhomme, Par les routes (éd. L'arbalète/Gallimard) -  Monica Sabolo, Eden (Gallimard)
- 2020 : Chavirer de Lola Lafon[19], Actes Sud

Les autres romans sélectionnés : Histoire du fils de Marie-Hélène Lafon (Buchet-Chastel) - La Tannerie de Celia Levi (éd. Tristram) - Autoportrait en chevreuil de Victor Pouchet (éd. Finitude) - Comme un empire dans un empire d’Alice Zeniter (Flammarion)
- 2021 : Ne t'arrête pas de courir de Mathieu Palain[21], L'Iconoclaste

Les autres romans sélectionnés : Rien ne t’appartient de Nathacha Appanah (Gallimard) - Ne t’arrête pas de courir de Mathieu Palain (L’Iconoclaste) - Feu de Maria Pourchet (Fayard) - La Fille qu'on appelle de Tanguy Viel (éd. de Minuit) - Mahmoud ou la montée des eaux d’Antoine Wauters (éd. Verdier)
- 2022 : Kaouther Adimi pour Au vent mauvais[23] (Seuil)

Les autres romans sélectionnés :En salle de Claire Baglin (éd. de Minuit) - Deux secondes d’air qui brûle de Diaty Diallo (Seuil) - La vie clandestine de Monica Sabolo (Gallimard) - GPS de Lucie Rico (P.O.L.)
- 2023 : Salma El Moumni pour Adieu Tanger[25] (Grasset)

## Prix connexes
France-Culture organise ou co-organise divers autres prix, potentiellement dans tout domaine culturel
- Prix du livre audio France-Culture - Lire dans le noir. Il se décline en trois catégories : jeunesse, fiction, non-fiction[26]
- Prix Le Goût des Sciences. Créé en 2009 par le Ministère de l'Éducation nationale, il s'agit d'un prix de référence pour les livres des sciences[27], avec une seconde catégorie jeunesse
- Grand prix du Reportage de Radio France
- Prix France Culture Cinéma avec le journal Libération
- Prix étudiant de la BD politique
- Prix Mauvais genres (2012-2015)